# Pluto vid luftposten
Pluto vid luftposten (engelska: Mail Dog) är en amerikansk animerad kortfilm med Pluto från 1947.

## Handling
Ett postflygplan tvingas nödlanda på Arktis. Piloten ger Pluto i uppdrag att med släde leverera postsäcken. På vägen träffar han på en frusen kanin, som han först upplever som jobbig.

## Om filmen
Filmen hade svensk premiär den 25 april 1949 och visades på biografen Spegeln i Stockholm.

## Rollista
- Pinto Colvig – Pluto[7]